# Bierezowce
Bierezowce (biał. Бярозаўцы, ros. Берёзовцы) – wieś na Białorusi, w obwodzie mińskim, w rejonie mołodeczańskim, w sielsowiecie Chożów.
Dawniej używana nazwa – Berezowce.

## Historia
W czasach zaborów w gminie Horodek, w powiecie wilejskim, w guberni wileńskiej Imperium Rosyjskiego. W 1866 roku liczyła 16 dusz rewizyjnych w części należącej do Chełkowskich, 44 dusze w części Tyszkiewiczów i 3 dusze w części Boharewicza.
W latach 1921–1945 wieś leżała w Polsce, w województwie wileńskim, w powiecie wilejskim, od 1927 roku w powiecie mołodeczańskim, w gminie Gródek.
Według Powszechnego Spisu Ludności z 1921 roku zamieszkiwało tu 305 osób, 105 było wyznania rzymskokatolickiego a 200 prawosławnego. Jednocześnie wszyscy mieszkańcy zadeklarowali polską przynależność narodową. Były tu 54 budynki mieszkalne. W 1931 w 60 domach zamieszkiwało 314 osób.
Wierni należeli do parafii rzymskokatolickiej i prawosławnej w Chołchle. Miejscowość podlegała pod Sąd Grodzki w Rakowie i Okręgowy w Wilnie; właściwy urząd pocztowy mieścił się w Gródku.
W wyniku napaści ZSRR na Polskę we wrześniu 1939 miejscowość znalazła się pod okupacją sowiecką. 2 listopada została włączona do Białoruskiej SRR. Od czerwca 1941 roku pod okupacją niemiecką. W 1944 miejscowość została ponownie zajęta przez wojska sowieckie i włączona do Białoruskiej SRR.
Od 1991 w składzie niepodległej Białorusi.

## Przynależność państwowa i administracyjna
- ? – 1917  Imperium Rosyjskie, gubernia wileńska, powiat oszmiański
- 1917–1919  Rosyjska FSRR
- 1919–1920  Polska, Zarząd Cywilny Ziem Wschodnich, okręg wileński, powiat oszmiański
- 1920–1920  Rosyjska FSRR
- 1920–1945[b]  Polska
  - województwo:
    - okręg nowogródzki (1920–1921)
    - nowogródzkie (1921–1927)
    - wileńskie (od 1927)

  - powiat:
    - wołożyński (1920–1927)
    - mołodeczański (od 1927)
- 1945–1991  ZSRR, Białoruska SRR
- od 1991  Białoruś